# Le Masque d'horreur

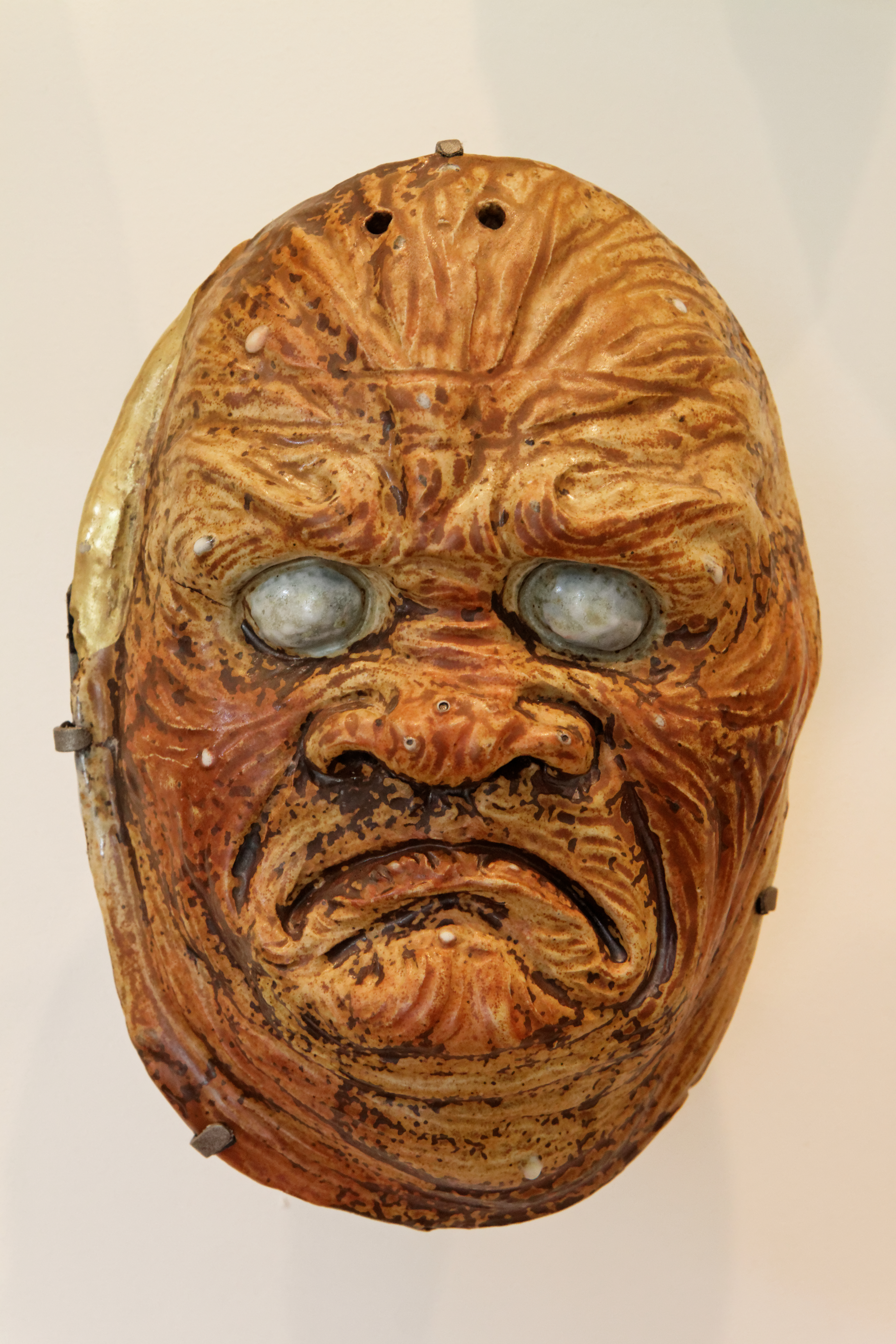
Un Masque d'horreur réalisé en 1891 par Jean Carriès.

Le Masque d'horreur est un film français muet réalisé par Abel Gance, sorti en 1912.

## Synopsis
Un sculpteur, qui cherche à réaliser un masque d'horreur parfait, se verse du sang sur la tête en se regardant dans un miroir et absorbe un poison pour en observer les effets.

## Fiche technique
- Titre : Le Masque d'horreur
- Titre américain :	The Mask of Horror
- Réalisation : Abel Gance
- Scénario : Abel Gance
- Pays de production :  France
- Sociétés de production : Le Film français
- Longueur : 14 minutes, 367 mètres
- Format : Noir et blanc - 1,33:1 - Film muet
- Date de sortie :
  - France : 24 mai 1912

## Distribution
- Édouard de Max
- Charles de Rochefort
- Florelle
- Mathilde Thizeau
- Jean Toulout

## Avis sur le film
- « Comment faire ? Tout à coup, cette idée géniale (jaillit) dans sa folie. Il va s'empoisonner et, tandis que le poison agira, il travaillera. Il boit ce poison et la glace nous reflète sa figure, à chaque instant plus hâve et crispée; il travaille hagard; exultant... le masque avance, c'est le summum de l'horreur. Le masque devient fantasmagoriquement ressemblant sous cette lumière rouge !!! L'œuvre géniale est achevée. » Extrait du scénario publicitaire[2]
- « Le Masque d'horreur, with Édouard de Max, was an unusual Grand Guignol production, which was released, but in bad condition, due to a laboratory defect — intermittent softness of the image where the celluloid touched the wooden frame of the developing drum » Kevin Brownlow[3]